# Kate Spade
Katherine Noel Brosnahan (Kansas City, 24 de dezembro de 1962 – Nova Iorque, 5 de junho de 2018), conhecida profissionalmente como Katy Brosnahan, Kate Spade ou Kate Valentine, era uma designer de moda e empresária norte-americana. Foi a fundadora e ex-proprietária da grife Kate Spade New York.

## Vida pessoal
Kate foi casada com Andy Spade, o irmão do ator e comediante David Spade, em 1994. O casal teve uma filha, Francisca Beatriz Spade, nascida em 2005. A atriz Rachel Brosnahan é sobrinha de Kate.

## Morte
Uma dona de casa encontrou Kate morta em seu apartamento de Manhattan em 5 de junho de 2018. Sua morte foi um suicídio por enforcamento. A polícia informou que ela tinha deixado um bilhete endereçado à sua filha. No dia depois de sua morte, Andy Spade divulgou um comunicado sobre a morte de sua esposa e o fato de que ela sofria de depressão e ansiedade.